# داء مانوزيدي
داء مانوزيدي (بالإنجليزية: Mannosidosis)‏ هوَ نَقص في إنزيم مانوزيداز، وهُناك نوعين منه ألفا وَبيتا.